# Acestrorhynchus maculipinna
Acestrorhynchus maculipinna är en fiskart som beskrevs av Menezes och Géry, 1983. Acestrorhynchus maculipinna ingår i släktet Acestrorhynchus och familjen Acestrorhynchidae. IUCN kategoriserar arten globalt som livskraftig. Inga underarter finns listade i Catalogue of Life.